# Бреннауэр, Лиза
Лиза Бреннауэр (нем. Lisa Brennauer, род. 8 июня 1988, Кемптен, ФРГ) — немецкая велогонщица, семикратная чемпионка мира (2013—2021) на шоссе и треке. Она является одной из самых успешных немецких велосипедисток 2010-х годов. Бреннауэр выступает за женскую континентальную команду UCI, Ceratizit–WNT Pro Cycling. Она выиграла золотую медаль на летних Олимпийских играх 2020 года на треке в женской командной гонке преследования вместе с Мике Крёгер, Лизой Кляйн и Франциской Браусе, установив новый мировой рекорд. 24 сентября 2014 года Бреннауэр стала чемпионкой мира в гонке на время на чемпионате мира в Понферраде (Испания). В ноябре 2015 года Бреннауэр вошла в первый состав команды Canyon–SRAM на сезон 2016 года.

## Спортивная карьера

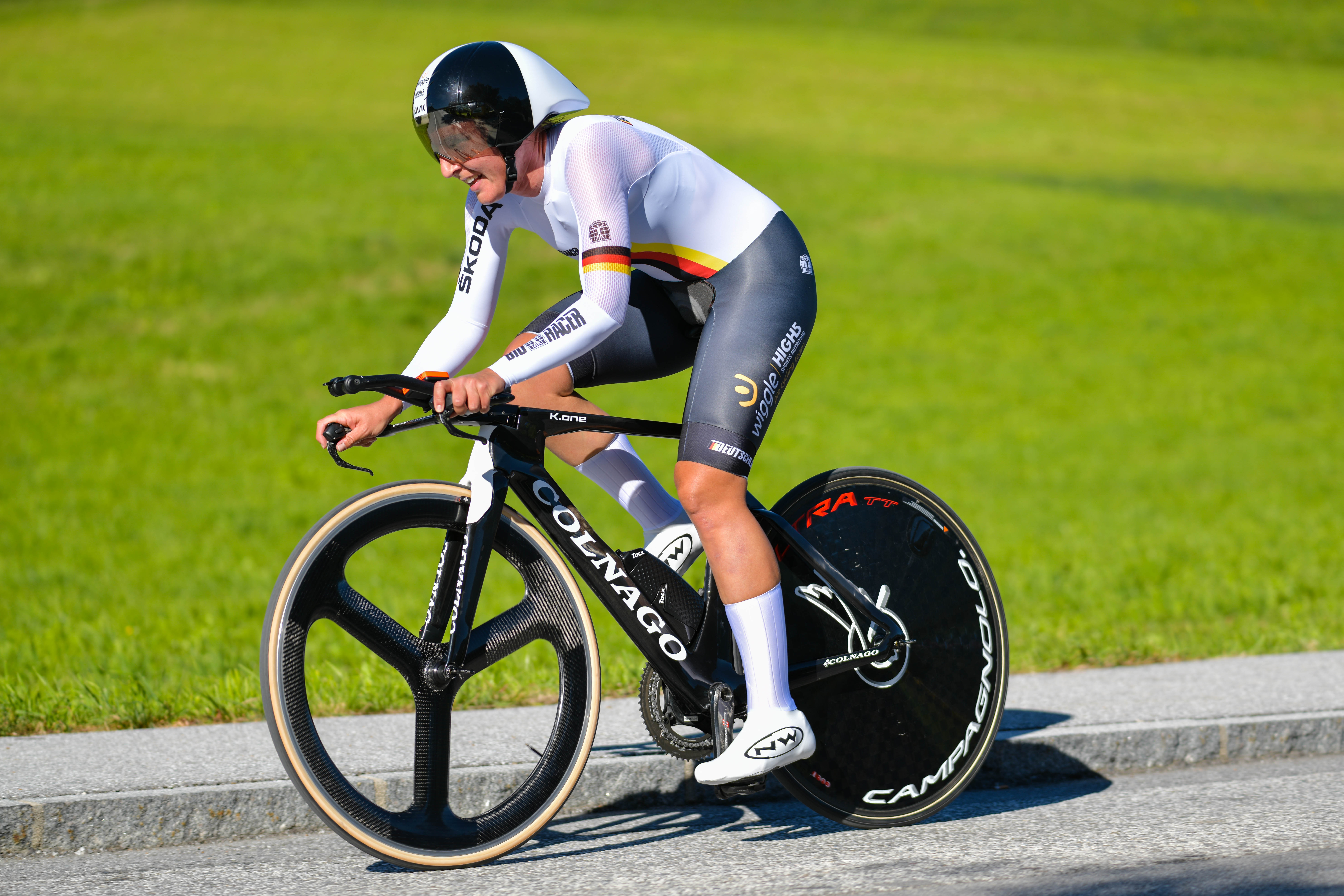
Бреннауэр в индивидуальной гонке на чемпионате мира по шоссейному велоспорту 2018 года

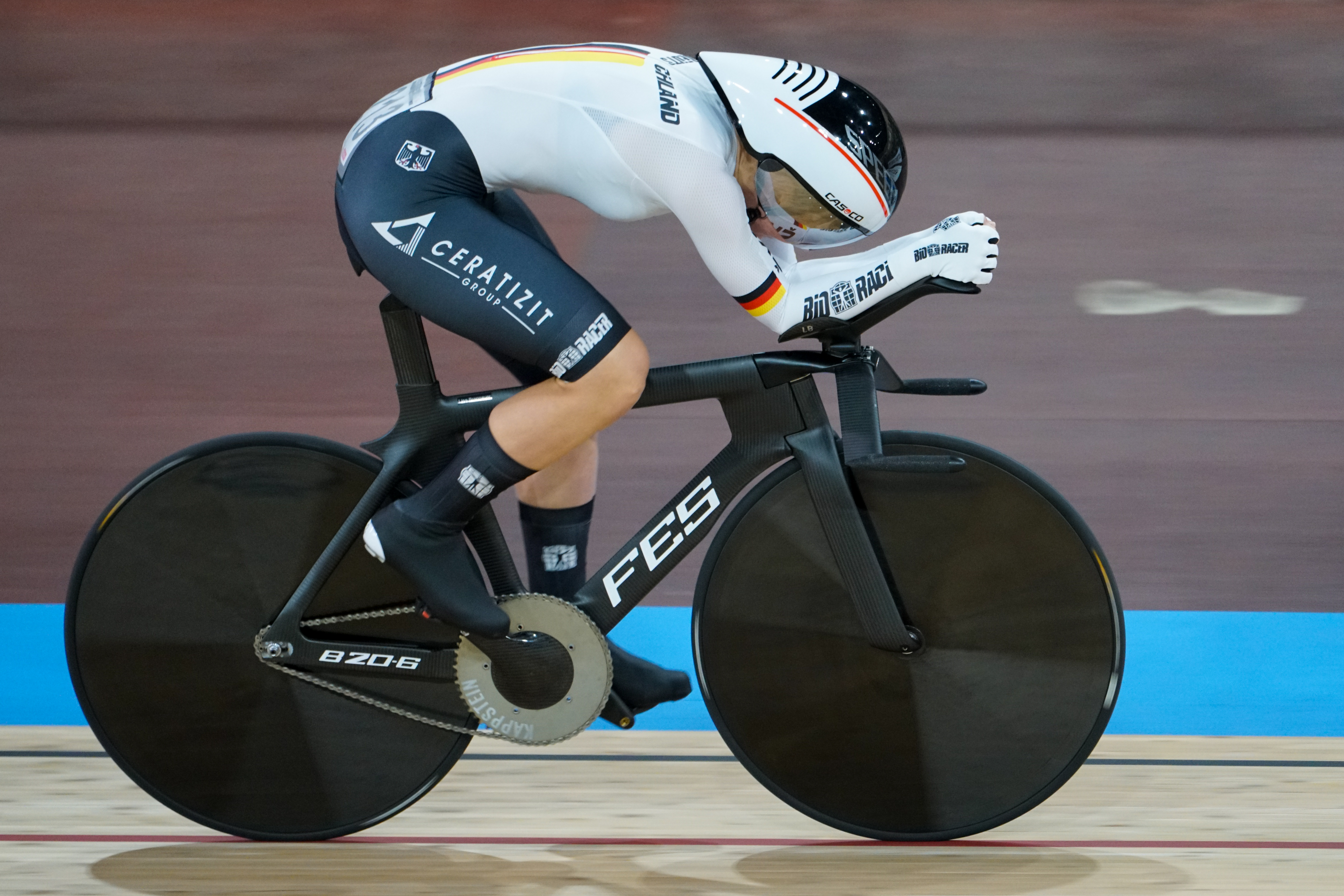
В квалификации индивидуальной гонки преследования на Чемпионате мира по трековому велоспорту 2020 в Берлине

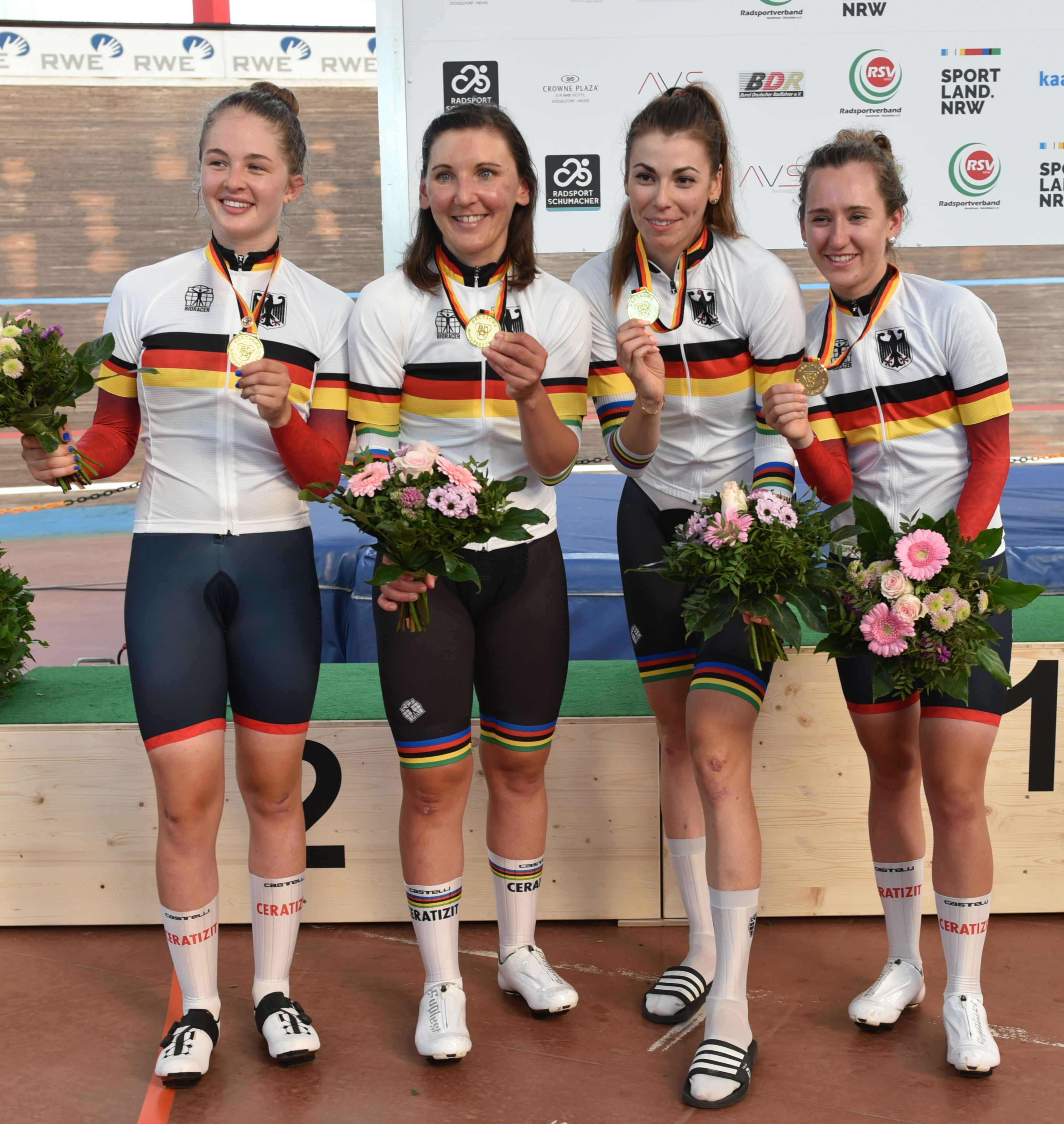
Чемпион Германии 2022 года в командной гонке преследования (слева направо): Эберле, Лана, Лиза Бреннауэр, Зюсемильх, Лаура, Тойтенберг, Леа Лин

В 2005 году Лиза Бреннауэр стала чемпионкой мира среди юниоров в индивидуальной гонке с раздельным стартом на шоссе в Зальцбурге. В 2004 и 2005 годах она завоевала титул чемпионки Германии в той же дисциплине среди юниоров. В сезонах 2008/2009 и 2009/2010 она также несколько раз финишировала на подиуме в командной гонке преследования на треке на гонках Кубка мира. В 2010 году она заняла второе место в Германии в одиночной гонке преследования на треке в Котбусе. В 2011 году она выиграла титулы чемпиона страны в омниуме и скрэтче, в 2013 и 2014 годах стала чемпионкой Германии в женской индивидуальной гонке, а в 2013 году — в индивидуальной гонке преследования.
В 2014 году Лиза Бреннауэр завоевала титулы чемпионки Германии в групповой гонке, а также в индивидуальной гонке на время в Баунатале и стала чемпионкой страны в гонке в гору. 23 сентября Лиза Бреннауэр завоевала золотую медаль в женской индивидуальной гонке (элита) на чемпионате мира по шоссейному велоспорту 2014 года в Понферраде (Испания), став до этого чемпионкой мира в командной гонке со своей командой. Она завоевала серебро в групповой гонке. Это сделало её самой успешной спортсменкой на этих чемпионатах мира.
В 2015 году Бреннауэр выиграла «Тур Энердживахт» и «Вуменс Тур». Она сама назвала победу в Женском Туре, добытую в тяжёлой борьбе, одним из своих «величайших успехов». В начале сентября она также выиграла этап и общий зачет голландского Boels Rental Ladies Tour после сильной поддержки команды.
На чемпионате мира по шоссейному велоспорту 2015 года в Ричмонде (США, штат Виргиния), Бреннауэр стала чемпионкой мира в командной гонке со своей командой Velocio-SRAM. В женской индивидуальной гонке (элита) она завоевала бронзовую медаль. В следующем году она завоевала серебряную медаль в командной гонке с командой Canyon SRAM Racing на чемпионате мира в Дохе. На чемпионате Европы по трековому велоспорту 2017 года в Берлине Бреннауэр выступала в составе немецкой женской четвёрки в командной гонке преследования. В этой гонке она упала, в результате чего получила перелом плеча, ссадины и ушибы и была вынуждена взять длительный перерыв.
В августе 2018 года в Глазго Лиза Бреннауэр стала чемпионкой Европы в индивидуальной гонке преследования. В течение 24 часов она дважды установила новые рекорды Германии, последний раз преодолев три километра за 3:26.879 минут. В финале она победила четырёхкратную чемпионку Европы в гонке преследования и местного героя Шотландии, Кэти Арчибальд, на глазах у родной публики. Всего через день она завоевала бронзовую медаль в групповой гонке на чемпионате Европы по шоссейному велоспорту.
На чемпионате мира по трековому велоспорту 2019 года в Прушкуве (Польша) Бреннауэр заняла второе место в индивидуальной гонке преследования. В том же году она завоевала серебро в индивидуальной гонке преследования в Апелдорне (Нидерланды), а также в командной гонке преследования вместе с Мике Крёгер, Гудрун Шток, Лизой Кляйн и Франциской Браусе на чемпионате Европы по трековому велоспорту.
В начале 2020 года на чемпионате мира по трековому велоспорту на Берлинском велодроме Бреннауэр заняла второе место в индивидуальной гонке преследования и завоевала бронзу в командной гонке преследования в составе немецкой четвёрки. На чемпионате Европы 2020 года она заняла четвёртое место в индивидуальной гонке. На Олимпийских играх в Токио в 2021 году она стала олимпийской чемпионкой в командной гонке преследования вместе с Кляйн, Крёгер и Браусе. Во время олимпийских соревнований немецкая женская четвёрка три раза подряд установила новые мировые рекорды, в итоге улучшив существующий рекорд, установленный британской четвёркой на Олимпийских играх 2016 года в Рио-де-Жанейро, примерно на шесть секунд, до 4:04,249 минуты.
В начале августа 2022 года Бреннауэр объявила, что завершит свою спортивную карьеру после чемпионата Европы 2022 года в Мюнхене. На чемпионате она выиграла титул в четвёрке по велоспорту на треке.
В 2023 года стала директором только что созданной однодневной гонки Гран-при Штутгарта и региона.

## Личная жизнь
Лиза Бреннауэр — действующий военнослужащий Бундерсвера («спортивный солдат») в звании сержант-майор, член спортивной группы высшего спортивного разряда Бундесвера по велоспорту в Тодтнау.

## Награды
В 2014 и 2021 годах Лиза Бреннауэр была признана немецкой велосипедисткой года. В 2021 году она была спортсменкой года в составе трековой четвёрки вместе с Франциской Браусе, Мике Крёгер, Лизой Кляйн и Лаурой Зюссемильх. За завоевание золотой медали 8 ноября 2021 года она вместе с подругами по команде получила от президента Германии серебряный лавровый лист. В 2022 году она была награждена Баварским орденом «За заслуги».

## Достижения

### Шоссе
2005
1-е место в  индивидуальной гонке, Чемпионат мира среди юниоров
2007
1-е место в Вайтнау критериум
1-е место в Duracher-Abend-Kriterium
1-е место в Buchloer Citykriterium
2-е место в Rosenheimer Frucade-Straßenpreis
2-е место в Allgäuer Festwochenpreis Kempten
3-е место в Köln-Schuld-Frechen
2008
1-е место в Duracher Straßenpreis
1-е место в Grand Prix Allgäu
1-е место в Гюнцах критериум
2-е место в Preis der Stadtsparkasse Schrobenhausen
3-е место в Pinswanger Straßenrennen
3-е место в Rund um den Elm
3-е место в Allgäuer Festwochenpreis Kempten
Чемпионат Европы среди юниоров
4-е место в групповой гонке
9-е место в индивидуальной гонке
2009
Чемпионат Баварии по шоссейному велоспорту
1-е место в групповой гонке
2-е место в индивидуальной гонке
1-е место в Aichacher-Frühjahrsstraßenpreis
2-е место в общем зачёте Альбштадт-Фрауэн-Этаппенреннен
1-е место в этапе 2
2-е место в Туре Берна
3-е место в Pinswanger Straßenrennen
3-е место в Großer Silber Pils Preis
2011
1-е место в Eidsvollrittet Race 2
1-е место в Betten Lima Kriterium
3-е место в Ronde van Goor
2012
3-е место в общем зачёте Тура Бельгии
2013
1-е место в  командной гонке, Чемпионат мира
1-е место в  индивидуальной гонке, Чемпионат Германии
1-е место в Опен Воргорда TTT
1-е место в этапе 2 (TTT) Holland Ladies Tour
2-е место в общем зачёте Тура Бельгии
1-е место в этапе 1 (TTT)
3-е место в общем зачёте Тура Тюрингии
4-е место в общем зачёте Energiewacht Tour
4-е место в Хроно Шампенуа
7-е место в общем зачёте Грация Орлова
7-е место в Ронде ван Гелдерланд
8-е место в общем зачёте Женского тура Катара
8-е место в общем зачёте Tour Languedoc Roussillon
1-е место в этапе 5 (ITT)
2014
Чемпионат мира
1-е место в  индивидуальной гонке
1-е место в  командной гонке
2-е место в  групповой гонке
Чемпионат Германии по шоссейному велоспорту
1-е место в  индивидуальной гонке
1-е место в  групповой гонке
1-е место в  общем зачёте Auensteiner-Radsporttage
1-е место в этапах 1 (ITT) и 2
1-е место в Ronde van Overijssel
1-е место в Grand Prix Leende
Опен Воргорда
1-е место в командной гонке
6-е место в групповой гонке
2-е место в общем зачёте Holland Ladies Tour
1-е место в  классификации по очкам
1-е место в этапе 2
3-е место в общем зачёте Тура Тюрингии
1-е место в  классификации немецких гонщиков
1-е место в Prologue и этапе 3 (ITT)
4-е место в La Course by Le Tour de France
5-е место в общем зачёте Energiewacht Tour
1-е место в этапе 3b (TTT)
5-е место в Sparkassen Giro
10-е место в Novilon EDR Cup
2015
Чемпионат мира
1-е место в  командной гонке
3-е место в  индивидуальной гонке
1-е место в  общем зачёте Energiewacht Tour
1-е место в этапе 2a (TTT)
1-е место в  общем зачёте The Women's Tour
1-е место в  классификации по очкам
1-е место в этапе 4
1-е место в  общем зачёте Holland Ladies Tour
1-е место в этапах 4 (ITT) и 5
Чемпионат Германии по шоссейному велоспорту
2-е место в индивидуальной гонке
3-е место в групповой гонке
Опен Воргорда
2-е место в командной гонке
3-е место в групповой гонке
2-е место в индивидуальной гонке, EPZ Omloop van Borsele
3-е место в Даймонд Тур
5-е место в общем зачёте Тура Тюрингии
1-е место в  классификации немецких гонщиков
1-е место в этапах 1 и 3a (ITT)
6-е место в La Course by Le Tour de France
10-е место в общем зачёте Грация Орлова
1-е место в этапе 3 (ITT)
2016
Чемпионат мира
2-е место в  командной гонке
6-е место в индивидуальной гонке
Чемпионат Германии по шоссейному велоспорту
2-е место в групповой гонке
3-е место в индивидуальной гонке
2-е место в общем зачёте Auensteiner–Radsporttage
1-е место в этапе 1
2-е место в Гент — Вевельгем
3-е место в общем зачёте Energiewacht Tour
1-е место в  классификации по очкам
5-е место в общем зачёте Тура Бельгии
5-е место в Хроно Шампенуа
8-е место в индивидуальной гонке, Летние Олимпийские игры
8-е место в общем зачёте Тура Тюрингии
1-е место в  классификации немецких гонщиков
8-е место в общем зачёте Holland Ladies Tour
1-е место в этапе 5
2017
1-е место в  общем зачёте Тура Тюрингии
1-е место в  классификации немецких гонщиков
1-е место в Прологе
Чемпионат Германии по шоссейному велоспорту
2-е место в групповой гонке
2-е место в индивидуальной гонке
3-е место в общем зачёте Healthy Ageing Tour
1-е место в этапе 3
3-е место в Туре Фландрии
3-е место в Дварс дор Фландерен
3-е место в Prudential RideLondon Classique
3-е место в Опен Воргорда TTT
3-е место в гонке Мельбурн — Альберт-Парк
4-е место в общем зачёте Holland Ladies Tour
1-е место в  классификации по очкам
1-е место в этапе 4
5-е место в Гент — Вевельгем
2018
1-е место в  индивидуальной гонке, Чемпионат Германии
1-е место в  общем зачёте Тура Тюрингии
1-е место в  классификации немецких гонщиков
1-е место в этапе 4
3-е место в  групповой гонке, Чемпионат Европы
5-е место в Три дня Де-Панне
5-е место в командной гонке, Опен Воргорда TTT
7-е место в общем зачёте Madrid Challenge by La Vuelta
8-е место в Туре Фландрии
10-е место в общем зачёте Healthy Ageing Tour
2019
Чемпионат Германии по шоссейному велоспорту
1-е место в  групповой гонке
3-е место в индивидуальной гонке
1-е место в  общем зачёте Grand Prix Elsy Jacobs
1-е место в  классификации по очкам
1-е место в этапе 2
1-е место в  общем зачёте Madrid Challenge by La Vuelta
1-е место в этапе 1 (ITT)
1-е место в этапе 4b Healthy Ageing Tour
Чемпионат мира по шоссейным велогонкам
2-е место в  Смешанная эстафета
9-е место в групповой гонке
10-е место в индивидуальной гонке
Чемпионат Европы
2-е место в  Смешанная эстафета
7-е место в групповой гонке
6-е место в общем зачёте Тура Йоркшира
8-е место в общем зачёте Holland Ladies Tour
8-е место в Туре Фландрии
9-е место в общем зачёте Тура Тюрингии
2020
Чемпионат Европы
1-е место в  Смешанная эстафета
4-е место в индивидуальной гонке
6-е место в групповой гонке
1-е место в  групповой гонке, Чемпионат Германии
1-е место в  общем зачёте Challenge by La Vuelta
1-е место в  классификации по очкам
1-е место в этапе 2 (ITT)
2-е место в Три дня Брюгге — Де-Панн
3-е место в Гент — Вевельгем
Чемпионат мира
4-е место в индивидуальной гонке
9-е место в групповой гонке
4-е место в Туре Фландрии
8-е место в Страде Бьянке
2021
Чемпионат мира
1-е место в  Смешанная эстафета
5-е место в индивидуальной гонке
9-е место в групповой гонке
Чемпионат Германии по шоссейному велоспорту
1-е место в  индивидуальной гонке
1-е место в  групповой гонке
2-е место в общем зачёте Healthy Ageing Tour
2-е место в Туре Фландрии
3-е место в  индивидуальной гонке, Чемпионат Европы
3-е место в Гент — Вевельгем
4-е место в Париж — Рубе Фемм
Летние Олимпийские игры
6-е место в групповой гонке
6-е место в индивидуальной гонке
7-е место в Омлоп Хет Ниувсблад
2022
1-е место в  индивидуальной гонке, Чемпионат Германии

#### Статистика выступлений
| Результаты многодневок                          |                 |                 |                 |                 |                 |                 |                 |                 |                 |      |      |      |                 |                 |                 |                 |                 |
| Гранд Тур                                       | 2006            | 2007            | 2008            | 2009            | 2010            | 2011            | 2012            | 2013            | 2014            | 2015 | 2016 | 2017 | 2018            | 2019            | 2020            | 2021            | 2022            |
| Джиро Донне / Джиро Роза                        | —               | —               | —               | —               | —               | —               | 59              | —               | —               | —    | —    | —    | —               | —               | 45              | 19              | —               |
| Многодневка                                     | 2006            | 2007            | 2008            | 2009            | 2010            | 2011            | 2012            | 2013            | 2014            | 2015 | 2016 | 2017 | 2018            | 2019            | 2020            | 2021            | 2022            |
| Гран-при Эльзи Якобс                            | —               | —               | —               | 45              | —               | —               | —               | —               | —               | —    | —    | —    | —               | 1               | NH              | —               | —               |
| Тур Калифорнии                                  | не существовала | не существовала | не существовала | не существовала | не существовала | не существовала | не существовала | не существовала | не существовала | 49   | 27   | —    | —               | 38              | не проводилась  | не проводилась  | не проводилась  |
| Эмакумин Бира                                   | —               | —               | 38              | —               | 33              | 38              | 30              | 14              | 18              | —    | —    | —    | 21              | —               | не проводилась  | не проводилась  | не проводилась  |
| Джиро дель Трентино-Альто-Адидже — Южный Тироль | —               | —               | —               | —               | —               | 22              | 22              | 41              | —               | —    | —    | —    | не существовала | не существовала | не существовала | не существовала | не существовала |
| Вуменс Тур                                      | не существовала | не существовала | не существовала | не существовала | не существовала | не существовала | не существовала | не существовала | 16              | 1    | DNF  | 22   | 30              | 20              | NH              | —               | —               |
| Тур Тюрингии                                    | DNF             | —               | 58              | —               | 13              | 33              | —               | 3               | 3               | 5    | 8    | 1    | 1               | 9               | NH              | 13              | 36              |
| Тур Бельгии                                     | не существовала | не существовала | не существовала | не существовала | не существовала | не существовала | 3               | 2               | —               | —    | 5    | —    | —               | —               | NH              | —               | —               |
| Тур Норвегии                                    | не существовала | не существовала | не существовала | не существовала | не существовала | не существовала | не существовала | не существовала | DNF             | —    | —    | —    | —               | —               | NH              | —               | NH              |
| Holland Ladies Tour                             | —               | —               | —               | —               | 32              | 12              | —               | 15              | 2               | 1    | 8    | 4    | 28              | 8               | NH              | —               |                 |

| —   | Не участвовала  |
| DNF | Не финишировала |
| NH  | не проводилась  |

### Статистика выступления наГранд-турах
| Гонка / Год          | 2006           | 2007           | 2008           | 2009           | 2010           | 2011           | 2012           | 2013           | 2014           | 2015           | 2016           | 2017           | 2018           | 2019           | 2020           | 2021           | 2022           |
| -------------------- | -------------- | -------------- | -------------- | -------------- | -------------- | -------------- | -------------- | -------------- | -------------- | -------------- | -------------- | -------------- | -------------- | -------------- | -------------- | -------------- | -------------- |
| Рут де Франс феминин | —              | —              | —              | —              | 17             | —              | —              | —              | —              | —              | —              | не проводилась | не проводилась | не проводилась | не проводилась | не проводилась | не проводилась |
| Тур де л'Од феминин  | DNF            | —              | —              | —              | —              | не проводилась | не проводилась | не проводилась | не проводилась | не проводилась | не проводилась | не проводилась | не проводилась | не проводилась | не проводилась | не проводилась | не проводилась |
| Джиро д’Италия Донне | —              | —              | —              | —              | —              | —              | 59             | —              | —              | —              | —              | —              | —              | —              | 45             | 19             | —              |
| Тур де Франс Фамм    | не проводилась | не проводилась | не проводилась | не проводилась | не проводилась | не проводилась | не проводилась | не проводилась | не проводилась | не проводилась | не проводилась | не проводилась | не проводилась | не проводилась | не проводилась | не проводилась | 58             |
| Ла Вуэльта Фамм      | не проводилась | не проводилась | не проводилась | не проводилась | не проводилась | не проводилась | не проводилась | не проводилась | не проводилась | не проводилась | не проводилась | не проводилась | не проводилась | не проводилась | 1              | 53             | —              |

#### Рейтинги
| Год                 | 2007  | 2008  | 2009 | 2010  | 2011  | 2012  | 2013 | 2014 | 2015 | 2016 | 2017 | 2018 | 2019 | 2020 | 2021 | 2022  |
| ------------------- | ----- | ----- | ---- | ----- | ----- | ----- | ---- | ---- | ---- | ---- | ---- | ---- | ---- | ---- | ---- | ----- |
| Мировой рейтинг UCI | 356-й | 156-й | 76-й | 137-й | 166-й | 139-й | 21-й | 5-й  | 7-й  | 18-й | 16-й | 26-й | 15-й | 4-й  | 10-й | 146-й |
| Мировой тур UCI     |       |       |      |       |       |       |      |      |      | 25-й | 17-й | 29-й | 22-й | 3-й  | 14-й | 197-й |
|                     |       |       |      |       |       |       |      |      |      |      |      |      |      |      |      |       |
| Источник: UCI       |       |       |      |       |       |       |      |      |      |      |      |      |      |      |      |       |

### Трек
2008
2-е место в  командной гонке преследования, Кубок мира UCI по трековому велоспорту, Манчестер
9-е место в индивидуальной гонке преследования, Чемпионат Европы по трековому велоспорту 2008 для юниоров и гонщиков до 23 лет
2009
2-е место в  командной гонке преследования, Чемпионат Европы по трековому велоспорту, Манчестер
3-е место в  командной гонке преследования, Чемпионат Европы по трековому велоспорту, Копенгаген
3-е место в  командной гонке преследования, Чемпионат Европы по трековому велоспорту
2010
2-е место в  командной гонке преследования, Кубок мира UCI по трековому велоспорту Классика 2010—2011, Мельбурн
2-е место в индивидуальной гонке преследования, Чемпионат Германии
3-е место в  командной гонке преследования, Чемпионат Европы по трековому велоспорту
2011
Чемпионат Германии
1-е место в  омниуме
3-е место в индивидуальной гонке преследования
2-е место в  командной гонке преследования, Чемпионат Европы по трековому велоспорту
3-е место в  командной гонке преследования, Кубок мира UCI по трековому велоспорту, Нур-Султан
4-е место в омниуме, Кубок мира UCI по трековому велоспорту, Манчестер
2013
1-е место в  индивидуальной гонке преследования, Чемпионат Германии
2018
Чемпионат Европы по трековому велоспорту
1-е место в  индивидуальной гонке преследования
3-е место в  командной гонке преследования
1-е место в  индивидуальной гонке преследования, Чемпионат Германии
2019
2-е место в  индивидуальной гонке преследования, Чемпионат мира по трековым велогонкам
командной гонке преследования, Кубок мира UCI по трековому велоспорту
2-е место в  Минск
2-е место в  Глазго
Чемпионат Европы по трековому велоспорту
2-е место в  индивидуальной гонке преследования
2-е место в  командной гонке преследования
2020
Чемпионат мира по трековым велогонкам
2-е место в  индивидуальной гонке преследования
3-е место в  командной гонке преследования
2021
1-е место в  командной гонке преследования, Олимпийские игры
Чемпионат мира по трековым велогонкам
1-е место в  индивидуальной гонке преследования
1-е место в  командной гонке преследования
Чемпионат Европы по трековому велоспорту
1-е место в  индивидуальной гонке преследования
1-е место в  командной гонке преследования